# Gabriel Cortois de Pressigny
Gabriel comte Cortois de Pressigny (Dijon, 11 décembre 1745 - Paris, 2 mai 1823) est un prélat français, évêque de Saint-Malo puis archevêque de Besançon.

## Biographie
Né à Dijon le 11 décembre 1745, Gabriel Cortois de Pressigny est le fils de Claude-Antoine Cortois, coseigneur de Quincey, conseiller au Parlement de Bourgogne, et d'Anne de Mussy. Il est le frère cadet de Pierre-Marie-Magdeleine Cortois de Balore successivement évêque de l'ancien diocèse d'Alais puis de Nîmes et le neveu de Gabriel Cortois de Quincey, évêque de Belley.
Vicaire général de Langres, abbé commendataire de Saint-Jacques au diocèse de Béziers, il est le prieur du prieuré de Commagny à Moulins-Engilbert, dont il détient le bénéfice au moment de la Révolution. Il est nommé évêque de Saint-Malo le 11 décembre 1785, et sacré le 15 janvier 1786 par les évêques de Langres, Dijon et Châlons. Il avait choisi pour vicaire général Jacques Julien Meslé de Grandclos, qui était premier archidiacre et, depuis 1782, abbé commendataire de l'abbaye Notre-Dame de la Chaume de Machecoul.
Le 14 octobre 1790, il se voit signifier la constitution civile du clergé français et la suppression de son évêché décrétée par l'Assemblée Nationale. Refusant de prêter serment, il se trouve contraint à l'exil, d'abord à Chambéry, puis en Suisse et en Bavière.
Revenu en France après la signature du Concordat de 1801, il ne joue aucun rôle sous le Premier Empire. Il n’offre sa démission au pape qu’en 1816, attitude typique des survivants de l’épiscopat d’Ancien Régime, ultra-royaliste et gallican.

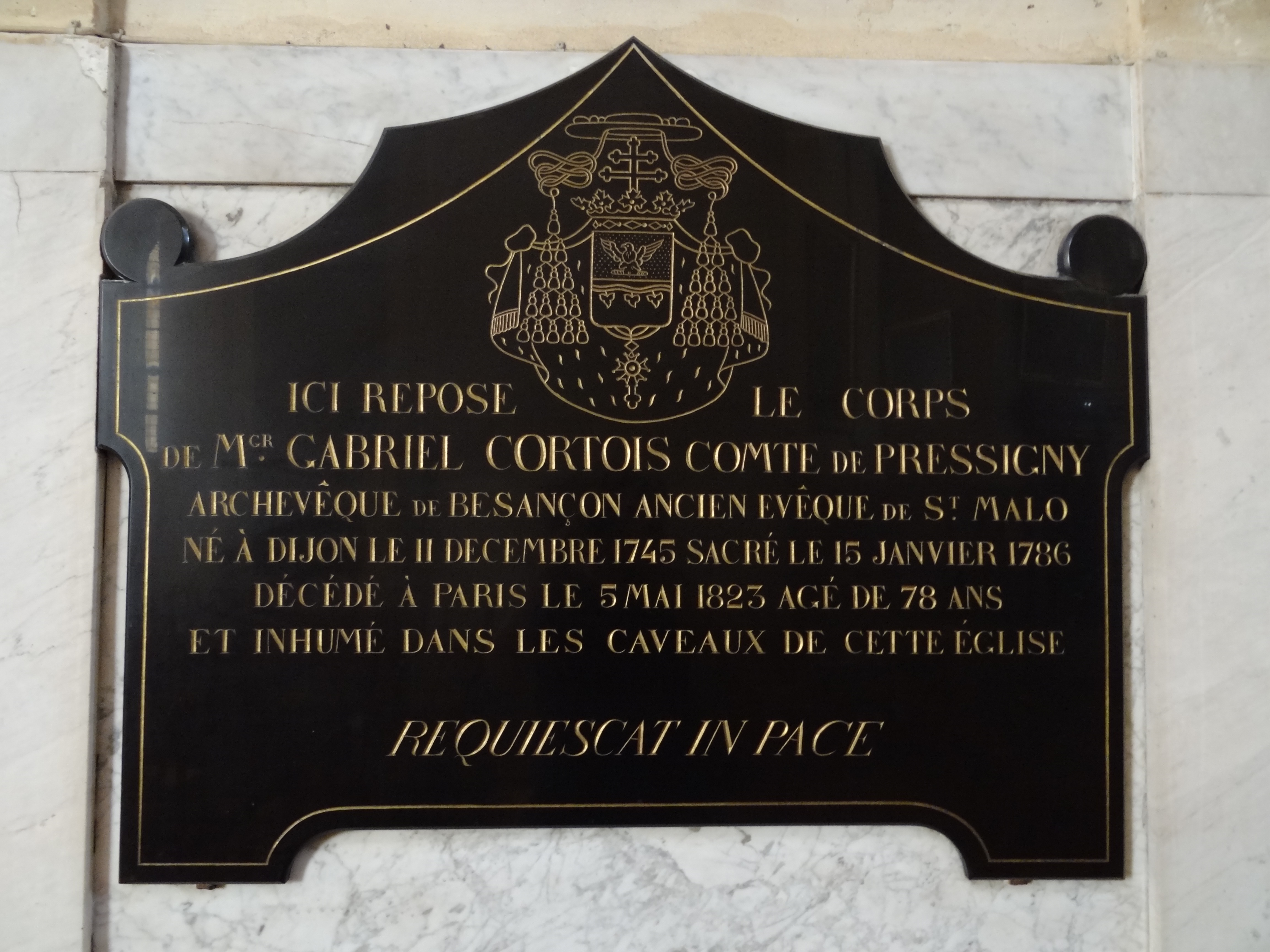
La plaque commémorative de Gabriel Cortois de Pressigny dans la chapelle de la Vierge de l'église Saint-Roch à Paris.

Chargé en août 1814 par Louis XVIII de négocier un nouveau concordat avec le Saint-Siège, il est rappelé au printemps 1816, et est nommé pair de France puis archevêque de Besançon le 20 septembre 1817. Mais il ne prend officiellement possession de son siège que le 1er novembre 1819. Très souvent absent du diocèse, il meurt à Paris le 2 mai 1823 et est inhumé dans le chœur de l'église Saint-Roch où une plaque rappelle sa présence.

## Armoiries
Armes : « d'or à l'aigle éployée de sable, coupé d'argent à la traînée de lierre de sinople posée en fasce, les feuilles en bas. »

## Sources
- René Surugue, Les archevêques de Besançon : biographies et portraits, Besançon, 1931
- Maurice Rey (sous la dir.), Histoire des diocèses de Besançon et de Saint-Claude, Paris, Beauchesne, 1977
- Chanoine Amédée Guillotin de Corson, Pouillé historique de l'archevêché de Rennes, Rennes, Fougeray et Paris, René Haton, 1880-1886, 6 vol. in-8° br., couv. impr.
- Jacques-Alphonse Mahul, Annuaire nécrologique, ou Supplément annuel et continuation de toutes les biographies ou dictionnaires historiques, 4e année, 1823, Paris : Ponthieu, 1824, p. 75-78 [lire en ligne]